# Goran Švob
Goran Švob (Zagreb, 29. svibnja 1947. – 18. travnja 2013.), hrvatski filozof i logičar. S nekolicinom ostalih hrvatskih filozofa predstavnik analitičke filozofije u Hrvatskoj. Uz svoju filozofsku aktivnost bio je poznat kao vrstan samouk japanolog i sinolog.

## Kratki životopis
Goran Švob rodio se u Zagrebu 1947. gdje je završio gimnaziju i diplomirao anglistiku i filozofiju na Filozofskom fakultetu u Zagrebu (1971). Iste godine postaje asistent na Katedri za logiku. Od 1975. predaje logiku i vodi seminar logike na studiju filozofije Filozofskog fakulteta u Zagrebu do umirovljenja 2013. Bio je voditelj projekta Logika, univerzalni jezik i filozofija jezika. Studijske boravke provodio je na Sveučilištima u Oxfordu te u Japanu, Kini, Njemačkoj, Austriji i Velikoj Britaniji. Preminuo je iste godine nakon kratke i teške bolesti.

## Filozofski pogledi

### Filozofija jezika
Švob je kao filozof jezika bio pod velikim utjecajem njemačkog matematičara i logičara Gottloba Fregea i njegovih sljedbenika Bertranda Russella i Ludwiga Wittgensteina. Iako je analitički filozof, kritizira razvoj filozofije jezika te tradicije od 60-ih pa do današnjih dana, a naročito filozofiju jezika filozofa Saula Kripkea te različite ideje koje su nastale u novo doba (npr. semantika mogućih svjetova i rigidni dezignator). Po Švobu dovoljne temelje suvremene filozofije jezika dao je Frege, te stoga nije potrebno razmišljati u pristupu drugačijem nego Fregeovu jer on dovodi do nepotrebnih komplikacija i problema koji su samo rješivi idejama kao gore navedena semantika mogućih svjetova, za koje on sumnja da je vjerodostojna zamisao. Švoba bi se, uz filozofa Michaela Dummetta poznatog po oživljavanju interesa za Fregea u suvremenoj filozofiji, moglo okategorizirati kao novofregeovca.

### Logika
Logici pristupa kao logicist - škola misli u filozofiji matematike započeta Gottlobom Fregeom koja tvrdi da je cijela matematika ili barem njen dio svodiva na logičke principe. Kritičar je suvremenih tzv. neklasičnih logika koje su prema njemu jednostavno neuporabljive zbog svojeg velikog broja te arbitrarnog mijenjanja prinicipa klasične logike.     

### Metafizika
Prema metafizici zauzima izrazito pozitivistički i redukcionistički stav. Za njega su filozofski problemi zapravo pseudoproblemi nastali zbog jezičnih zavrzlama, što su, po njegovu mišljenju, pokazali filozofi običnog jezika kao J. L. Austin i Gilbert Ryle. 

### Kontinentalna filozofija
Kao analitički filozof kritizira drugu dominantnu tradiciju u zapadnoj filozofiji, kontinentalnu filozofiju. Posebno je kritizirao postmodernizam i suprotstavljao se stavovima Derride, Foucaulta i Žižeka.

### Djela
Djelo Frege: Pojmovno pismo analizira temeljne Fregeove radove o funkciji, pismu i pojmu, a knjiga je izmijenjena i dopunjena verzija Švobove filozofske disertacije Fregeovo pojmovno pismo i zasnivanje moderne logike.
U knjizi Od slike do igre Švob sabire radove o Fregeu, Russellu i Wittgensteinu, pri čemu posebno mjesto zauzima esej S Leibnizom do Kine, gdje se povezuje Leibnizova fascinacija Kinom s japanskim preuzimanjem kineskih ideograma.

## Film
Goran Švob bio je i dio rane faze hrvatskoga filma, koje je Hrvoje Turković predstavio značajnima u razvoju hrvatske amaterske kinematografije te se već kao gimnazijalac istaknuo "svojim buntovničkim i vrlo sugestivnim filmovima". Turković ga ubraja u prvu generaciju istaknutih filmskih alternativaca koji su stekli međunarodnu reputaciju
Glavna su mu djela film Udarci (1964.) te Bježi (1969.).

## Vanjske poveznice
- Osobna stranica na Odsjeku za filozofiju Filozofskoga fakulteta u Zagrebu
- Davor Lauc, In memoriam - Goran Švob (1947. – 2013.), Filozofska istraživanja, vol 33 no. 2, rujan 2013.
- Ines Skelac, In memoriam Goran Švob, Čemu, vol. XI no. 21, prosinac 2013.
- Srećko Kovać, Goran Švob (1947–2013) in memoriam, Prilozi za istraživanje hrvatske filozofske baštine, Vol.40. No.1 (79), listopad 2014.
- Neven Sesardić, Goran Švob (1947–2013), Prolegomena, Vol.12 No.1 Lipanj 2013.
- Kristina Šekrst, In memoriam: Goran Švob, Scopus, Vol. XIII No. 26, 2014.
- YouTube: Nastava logike i kriza hrvatskog društva (Pola ure kulture)
- Švob, Goran
- Letimična povijest ranog hrvatskog eksperimentalnog filma – pedesete i šezdesete godine (An overview of early history of Croatian experimental film)
- [neaktivna poveznica]